# Čarovné housle
Čarovné housle (též překládáno jako Šumař, ve francouzském originále Le Violoneux je opereta – autoři ji žánrově označují jako „bretaňská legenda“ („légende bretonne“) – o jednom dějství francouzského skladatele Jacquese Offenbacha na libreto Eugèna-Gastona Mestépèse a Émila Chevaleta z roku 1855.

## Vznik, charakteristika a historie
Dne 5. července 1855 otevřel Jacques Offenbach své divadlo Théâtre des Bouffes-Parisiens. Probíhající světové výstavě přispěla k tomu, že se toto divadlo stalo rychle fenoménem pařížského kulturního života a jeho návštěva společenskou nezbytností. I když úvodní program divadla – hudební aktovky Probdělá noc, Dva slepci a pantomima Harlekýn holičem – měly úspěch, musel program ještě během léta postupně obměňovat. Tak přišly na řadu Sen letní noci, pantomima Pierot klaunem, komická opereta Une pleine eau a konečně Čarovné housle, jež měly premiéru v poslední srpnový den.
Myšlenka na toto dílo měla původně podobu monologické scénky pro zpěváka Bouffes-Parisiens Josepha Darciera (1819–1883), představitele bretaňského hudce Mathieua, která však libretistům – Offenbachovu dávnému příteli, novináři a spisovateli Émilu Cheveletovi a tajemníkovi Bouffes-Parisiens Eugènu Mestépès – nakonec vyrostla na nedlouhou jednoaktovou scénu, v níž vedle hlavní postavy vystupoval mladý pár. Jeho mužskou část, nedovtipného mladíka Pierra, získal Jean Berthelier, hvězda tehdejšího Offenbachova souboru, který také pro dívčí roli Reinette navrhl mladou herečku a svou tehdejší milenku Hortense Schneiderovou, nedávno přišlou do Paříže z Bordeaux a pozdější offenbachovskou interpretku par excellence.
V repertoáru Bouffes-Parisiens se jedná o první dílo, které se v takové míře dovolává citu diváků. Libreto hodnotí i Offenbachův životopisec Jean-Claude Yon jako „fádní a sentimentální“, ale hudba je značně obohacuje; už první kritiky v časopise Le Ménéstrel hovořily o „triumfu hudby a slz“ a tvrdily, že dílo je „proniknuto odstínem něžné melancholie, který zušlechťuje jeho veselí a činí jeho bolesti dojemnějšími“. Kritický úspěch byl zcela sdílen obecenstvem; i když dílo nedosáhlo v popularitě Dvou slepců, zůstalo na trvalém repertoáru divadla i poté, co roli Hortense Schneiderové – pro niž se tento debut stal začátkem hvězdné kariéry – v roce 1860 převzala Marie Cico.
Offenbach vydal Čarovné housle již roku 1855 v nakladatelství Brandus & Cie. V roce 1860 pak vydal i německojazyčnou verzi v berlínském nakladatelství Ed. Bote & G. Bock. Tu textově podstatně upravil Adolf Bahn : děj se přesunul z Bretaně do jižního Německa a hlavní postavy se přejmenovaly na Martina, Petera a Rose; rovněž název byl pozměněn, a to na Martin der Geiger (Houslista Martin), s podtitulem Die Zaubergeige (Čarovné housle). Znalec a vydavatel Offenbachova díla Jean-Christophe Keck mezi prameny skladatelovy tvorby k těmto dvěma verzím připočítává též úpravu pro londýnská představení Bouffes-Parisiens z roku 1857 a Treumannovu/Binderovu vídeňskou úpravu z roku 1858. V anglicky mluvícím světě se rozšířila verze, kterou připravil adaptátor řady francouzských operet Henry Brougham Farnie. Pod názvem Breaking the Spell měla premiéru 2. května 1870 v londýnském Lyceum Theatre
Opereta má předehru a osm zpěvních čísel.
Karl Kraus zmiňuje Čarovné housle ve své obdivné básni Offenbach z roku 1923.

## Inscenační historie
Bouffes-Parisiens uvedly Čarovné housle na zájezdě v Londýně (St.James's Theatre) v létě 1857 a na první letní sezóně v mondénním lázeňském středisku Bad Ems v létě 1858. 27. dubna 1860 divadlo hostovalo v budově Théâtre-Italien s programem, který mimo jiné (především Orfea v podsvětí) obsahoval i Čarovné housle; představení byl přítomen i císař Napoleon III. a císařovna Evženie. Toto dílo patřilo také mezi první, kterých se chopila provinční francouzská divadla: již v lednu 1856 se Čarovné housle hrály v Bordeaux.
Ze zahraničních divadel uvedlo Čarovné housle jako první vídeňské divadlo Carltheater. To od obrovského úspěchu Zasnoubení při lucernách v říjnu 1858 uvádělo v rychlém sledu další díla z repertoáru Bouffes-Parisiens. Na Čarovné housle (Die Zaubergeige, odtud i pozdější český název) došlo 30. dubna 1859. Podobně jako u jiných Offenbachových děl, které byly v Carltheater uvedeny, text přeložil Carl Treumann a hudbu upravil a pro podmínky svého divadla z klavírního výtahu znovu instrumentoval kapelník Carl Binder; mimo jiné v této úpravě poprvé je úloha Pierra (překřtěného na Antoina) pojednána jako kalhotková role, tj. pro ženský hlas, na což pak navazovaly i pozdější inscenace ve středoevropském prostoru (kde byl vysoký tenor francouzského typu málo pěstovaným oborem). Z autorskoprávního i uměleckého hlediska to byl povážlivý přístup, který se upravil až Offenbachovou smlouvou s Treumannem v roce 1860. V této podobě dostal Le Violoneux poprvé i název Die Zaubergeige, tj. Čarovné housle, který byl později převzat i pro českou podobu. Dílo se líbilo, i když kritika se pozastavovala nad textem, který nebyl tak humorný a pikantní jako u dřívějších děl. „Těžko pochopit, jak se takový obrat v závěru, který je úplně cítit Kotzebuem, dostal na prkna Bouffes-Parisiens,“ psala Die Presse. Velkou společenskou i uměleckou událostí se stalo, když 28. a 30. ledna 1861 v Carltheater dirigoval Čarovné housle a Svatbu při lucernách sám Offenbach; divadlo pro tuto příležitost přešlo na Offenbachovu původní instrumentaci. Inscenace zde dosáhla dosáhla celkem dvaceti představení a dalších osmnácti pak ve Franz-Josefs-Kai-Theater (Treumann-Theater), kam velká část personálu Carltheater roku 1860 přešla. Zde také 21. června 1862 mohlo obecenstvo spatřit původní pařížskou inscenaci, kterou soubor Bouffes-Parisiens zařadila na program svého vídeňského turné.
Z Vídně se Čarovné housle brzy rozšířily, a to i do Uher a do českých zemí. Roku 1860 se hrály například v zemském divadle v Lublani. V Budapešti je nejprve hrálo 8. června 1859 německy v budově letního divadla hostující vídeňské Carltheater, v červnu 1860 je nastudovalo přímo německojazyčné Městské divadlo v Pešti, 14. března 1861 pak byly uvedeny maďarsky v pešťském Národním divadle jako Varázs-hegedű. Ještě v roce 1861 je maďarsky uvedla i divadla v Košicích a Kluži, roku 1866 pak poprvé divadlo v Debrecínu. Již roku 1860 vydal Offenbach svou partituru u svého německého nakladatele, nakladatelství Bote & Bock, ve textové úpravě Adolfa Bahna pod názvem Martin der Geiger (Houslista Martin). V ní se děj přesunul z Bretaně do jižního Německa a hlavní postavy se přejmenovaly na Martina, Petera a Rose. A protože jistá sentimentalita, mytizace hudby a vojenská tematika (již Čarovné housle obsahovaly zejména ve scéně Reinettina vojenského cvičení) byly oblíbené prvky německého lidového divadla, získalo si toto dílo v Německu trvalou popularitu, byť se neřadilo k nejhranějším Offenbachovým kusům. V polštině se tato opereta hrála pod názvem Skrzypki czarodziejskie nebo Czarodziejskie skrzypce poprvé roku 1865 ve lvovském Skarbovského divadle, poté například roku 1867 v městském divadle v Krakově, roku 1871 ve varšavském divadle Tivoli a roku 1873 v Lodži.
V Dánsku Čarovné housle uvedlo poprvé 6. února 1874 kodaňské divadlo Casino. Libreto přeložil Julius Petersen pod názvem Violinspilleren. Později je v Kodani hrál Nørrebros Teater pod názvem Den gamle Landsbymusikant (1887) a Det intime Teater	pod názvem Den fortryllede Violin (1920). Divadelní společnosti je hrály i mimo Kodaň (Aarhus 1874, Vejle 1884).
Ve Španělsku ji poprvé uvedlo madridské divadlo Teatro de la Zarzuela roku 1870 pod názvem El violinista, překlad pořídili Mariano Pina Dominguez a Federico Jacques. Již předtím – roku 1865 – však byly Čarovné housle hrány v kubánské Havaně.
Čarovným houslím připadla také čestná úloha na velkém koncertu dne 18. listopadu 1880 v Théâtre de la Gaîté, kterým se Offenbachovi spolupracovníci z různých údobí jeho kariéry rozloučili s nedávno zesnulým skladatelem. Vedle árií a úryvků z různých jeho děl zazněly celé Čarovné housle, v nichž trojici úloh zazpívali Victor Maurel, Victor Capoul a Jeanne Granier.
Jako řada Offenbachových raných a nevelkých děl zmizely Čarovné housle po jeho smrti z repertoáru velkých divadel (výjimkou je například inscenace Théâtre de l'Opéra-Comique v letech 1901–1902). Na menších a amatérských scénách však je tato „bretaňská legenda“ dosud živá. Roku 2005 byla uvedena koncertně na Festivalu Jacquese Offenbacha v Bad Ems.

### Čarovné houslev českých zemích
V českých zemích jako první uvedlo Čarovné housle již 30. října 1859 brněnské městské divadlo ve vídeňské Treumannově verzi. V pražském Stavovském divadle byly Čarovné housle uvedeny s téměř tříměsíčním zpožděním, přičemž se divadlo přidrželo berlínské Bahnovy úpravy. Kritika pražského listu Bohemia dílo odsoudila: „Slabší zmetek, než takzvanou operetu – sit venia verbo – Martin der Geiger si lze stěží představit, jak co do hudby, tak co do textu.“ V porovnání se třemi vynikajícími Offenbachovými díly, které Praha do té doby poznala – Svatba při lucernách, Děvče z Elizonda a Orfeus v podsvětí – se listu zdálo, „jako by nějaký břídil pod triviální výplod své fantazie načmáral Offenbach feci“. Čarovné housle hrála rovněž další německá divadla v českých zemích (Plzeň 1869).
Offenbachova díla byla v 50. a 60. letech 19. století velmi oblíbena i českými diváky, a proto se jich řada záhy dostala na repertoár Prozatímního divadla (založeno 1863). Mezi ně patřily i Čarovné housle. Prozatáímní divadlo použilo materiály od nakladatelství Bote & Bock, tedy ve zmíněné úpravě Adolfa Bahna, avšak „volně zčeštěné od B. P.“ s využitím Treumannova překladu, totiž ponechávající francouzské dějiště a jména (ovšem z vídeňské, ne pařížské verze). Poprvé byly uvedeny 18. května 1867 v kombinaci se Škroupovým Dráteníkem. Národní noviny (nahrazující v té době zastavené Národní listy) přivítaly novinku jen podmínečně; podle referenta tato „jednoaktová operetka […] náleží k lepším plodům zhýralé musy Sekvanského skladatele a poněkud lépe na naší půdě se vyjímá, než nedávno provedená vší umělecké vážnosti a ceny prostá práce Dafnis a Chloé, za podobné novinky nemůžeme být nikterak povděčni, co se hodí pro Paříž nebo Vídeň, dávno se ještě nehodí pro obecenstvo naše“. Kritika zjevně považovala pro české obecenstvo za vhodnější sentimentální Čarovné housle před Dafnisem a Chloé uvádějícím na scénu nevázanou milostnou hru, obecenstvo však rozhodlo ve prospěch druhého zmíněného kusu a Čarovné housle se dočkaly jediné reprízy 11. června téhož roku.
Po Praze uvedlo Čarovné housle v češtině také plzeňské městské divadlo, a to poprvé 24. října 1870.
V roce 1964 pořídil Československý rozhlas Praha rozhlasovou nahrávku operety v novém překladu pod názvem Šumař.

## Osoby a první obsazení
| osoba                                                               | hlasový obor   | světová premiéra (31.8.1855)            | vídeňská premiéra (30.4.1859) | pražská premiéra (22.1.1860) | premiéra v češtině (18.5.1867) |
| ------------------------------------------------------------------- | -------------- | --------------------------------------- | ----------------------------- | ---------------------------- | ------------------------------ |
| Kmotr Mathieu, vesnický šumař [Mathieu, starý houslař; otec Martin] | tenor          | Joseph Darcier (vl. jm. Joseph Lemaire) | Carl Treumann                 | Friedrich B. Hassel          | Josef Kysela                   |
| Pierre, dřevákář [Antoine, mladý sedlák; Petr, sedlák]              | tenor (soprán) | Jean Berthelier                         | Anna Grobecker                | Markwordt                    | Terezie Ledererová             |
| Reinette [Georgette; Róza], Mathieuova schovanka                    | soprán         | Hortense Schneider                      | Helene Weinberger             | Müller                       | Marie Pisařovicová             |
| Dirigent:                                                           | Dirigent:      | Jacques Offenbach                       | Karl Binder                   | …                            | Adolf Čech                     |

## Děj opery
(Náves v Bretani) Dřevákář Pierre přichází ve špatné náladě. Právě byl odveden k vojsku, jak svědčí číslo připevněné na jeho klobouku. Nechce se mu na vojnu a už si představuje, jaká nebezpečí mu v bitvách hrozí (č. 1 árie Conscrit! Conscrit!... Il m' sembl' déjà que la bataille). Tady na návsi jej nalézá jeho milá Reinette. Pierre jí vypráví o svém zklamání. Jeho zámožný strýc, na nějž spoléhal, že ho z vojny vyplatí, mu prásk dveřmi před nosem. Reinette se nabízí, že požádá o pomoc svého kmotra Mathieua, vesnického šumaře, ale Pierre horlivě odmítá. Domnívá se totiž, že kmotr Mathieu je čaroděj. Peníze, které má, přece nemohl vydělat jen hudbou, a navíc jej prý Pierre jednou o půlnoci potkal na lesní mýtině, kde Mathieu nejprve hrál na housle tak, že to člověka u srdce bralo, a pak se rozplakal a vyprávěl sám sobě, že mu kdysi otec radil, aby v nejvyšší nouzi housle rozlomil, a tak že najde štěstí. Ale kmotr Mathieu má své housle příliš rád, než aby se k tomu odhodlal (č. 1a melodram). Reinette je příhodou dojata, ale Pierra jenom utvrdila v tom, že kmotr Mathieu má spolky s ďáblem.
Reinette má tedy jiný nápad, jak Pierra před vojnou zachránit. Proti zvyklostem sama nabízí mladíkovi manželství: novomanžela přece neodvedou. Pierre nadšeně souhlasí (č. 2 duettino J' sais bien que c' n'est pas l'usage… Allons, mon cousin).

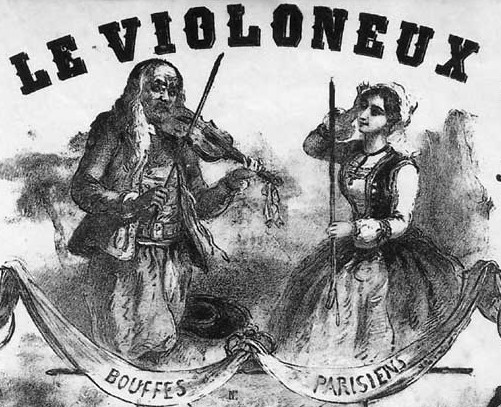
Scéna z Čarovných houslí, detail z titulního listu partitury.

Mladý pár nachází v objetí kmotr Mathieu. Reinette jej vítá a dává mu kmotřenecké políbení, Pierre se mu však co možná vyhýbá a drží se stranou. Mathieu vypráví, že dnes má hrát na zámku na svatbě krásné a hodné zámecké slečny. Proto s sebou nese i své milované housle, které by neprodal ani za pytel zlaťáků. N a Reinettino přání jí Mathieu hraje a zpívá své rondo (č. 3 Le violoneux du village… Eh lon lon la, Dieu vous donna les jambes). Krásná melodie dojme i Pierra, ale jakmile dozní, mlídenec se raději vytratí.
Reinette vypráví nyní kmotrovi o nastávajících zásnubách. Ale co když to na vojenské úřady neudělá dojem a Pierra stejně odvedou? V tom případě je Reinette rozhodnuta odejít k vojsku sama jako kuchařka. Nemá sice mužskou sílu, ale zato více odvahy než její snoubenec. Za doprovodu kmotra Mathieua pak na důkaz svých slov předvádí přísné vojenské cvičení (č. 4 duet Le clairon sonne à la parade… Rataplan, plan, plan). A protože pokud by Reinette skutečně odešla k vojsku, zůstal by kmotr ve vsi sám, vydává se Mathieu na zámek, aby se pokusil pro Pierra něco zařídit. Housle prozatím nechává na opatrování Reinettě.
Pierre se vrací a je rozezlen, když vidí, jak se Reinette laská s houslemi. A jednak z touhy zničit očarovaný nástroj, jednak ze zvědavosti, jakého že štěstí se dočká ten, kdo je rozlomí, jí housle sebere a rozbije o kámen (č. 4a duet Qué qu' je vois!... V'là qu'à c't' heure). Kmotr Mathieu se právě vrací. Vyprosil si na zámku osvobození Pierra od vojenské služby a teď vidí své milované housle zničené jeho rukou (č. 5 cantabile Je t'apportais ta délivrance). Je zdrcen. Reinette nachází v rozbitých houslích dopis od Mathieuova otce; obsahuje dokládající nárok kmotra Mathieua na zámek Kerdrel, k jehož panství patří i jejich vesnice. Mathieua však zámek nezajímá – ať zůstane jeho svývajícím obyvatelům. Ničí dopis a vrací se v slzách ke svým houslím. Pierre je zahanben a nešťasten a slibuje svému dobrodinci, že housle opraví, aby Mathieu mohl zůstat tím, čím je a čím chce být – prostým vesnickým šumařem. Mathieu mu promíjí a žehná mladému páru (č. 6 melodram a finále-kuplet Tout petit dans ce village).

## Instrumentace
Dvě flétny (2. též pikola), hoboj, dva klarinety, fagot; dva lesní rohy, dvě trubky, pozoun; bicí souprava; smyčcové nástroje (housle, violy, violoncella, kontrabasy).

## Diskografie
- 1948 (rozhlasová nahrávka ORTF, nevydaná) Zpívají: (Mathieu) Lucien Lovano, (Pierre) Francis Lenzi, (Reinette) Germaine Parat. Orchestre Radio Lyrique de l'ORTF řídí Jean Hainault.
- 1950 (rozhlasová nahrávka, CD Cantus Classics 2010) Zpívají: (Mathieu) Gunther Ambrosius, (Pierre) Franz Fehringer, (Reinette) Marie Madlen Madsen. Orchester des Hessischen Rundfunks řídí Kurt Schröder (v němčině)
- 1964 (rozhlasová nahrávka, nevydaná) Zpívají: (Martin [=Mathieu]) Jaroslav Horáček, (Petr [=Pierre]) Karel Černý, (Róza [=Reinette]) Dagmar Rosíková. Pražský rozhlasový orchestr řídí Vlastislav Antonín Vipler (v češtině, překlad Josefa Odcházela)[39]
- 1981 (rozhlasová nahrávka, CD 2004 Bourg BGC 09) Zpívají: (Mathieu) Christoph Mortagne, (Pierre) Gilles Butin, (Reinette) Marie Modeste. Orchestr Ensemble Instrumental řídí Louis-Vincent Bruère.[41]
- 2022 (CD 2023 CPO 555 585-2) Zpívají: (Reinette) Sandrina Buendia, (Pierre) Pierre-Antoine Chaumien, (Mathieu) Armando Noguera. Kölner Akademie řídí Michael Alexander Willens (společně s Číslem 66)